# Liste des gouverneurs de Macao
Le gouverneur de Macao,  ((zh) 澳門總督, (pt) Governador de Macau) était un officier colonial portugais qui dirigeait la colonie de Macao ; avant 1623 il était appelé Capitaine du donataire ((pt) Capitão-mor). Cette fonction a été abolie le 20 décembre 1999 après le transfert de souveraineté du Portugal à la République populaire de Chine et remplacée par celle de « Chef de l'exécutif de la Région administrative spéciale de Macao de la République populaire de Chine ».

## Pouvoirs du gouverneur de Macao
Le gouverneur de Macao était responsable du contrôle interne de la colonie. Les relations extérieures et les besoins militaires étaient traités par le gouvernement de Lisbonne.

## Histoire

### Liste des capitaines du donataire et des gouverneurs de Macao (depuis 1557)
La date se réfère à la date de nomination.

#### XVIesiècle
1. 1557 - Francisco Martins
2. 1558 - Leonel de Sousa (pt)
3. 1559 - Rui Barreto
4. 1560 - Manuel de Mendonça
5. 1561 - Fernão de Sousa (pt)
6. 1562 - Pero Barreto Rolim
7. 1563 - Diogo Pereira
8. 1565 - João Pedro Pereira
9. 1566 - Simão de Mendonça (1re fois)
10. 1567 - Tristão Vaz da Veiga (1re fois)
11. 1568 - António de Sousa (pt)
12. 1569 - Manuel Travassos
13. 1571 - Tristão Vaz da Veiga (2e fois)
14. 1572 - João de Almeida (pt) (1re fois)
15. 1573 - António de Vilhena
16. 1574 - Simão de Mendonça (2e fois)
17. 1575 - Vasco Pereira (pt)
18. 1576 - Domingos Monteiro (pt) (1re fois)
19. 1579 - Leonel de Brito
20. 1580 - Miguel da Gama
21. 1581 - Inácio de Lima
22. 1582 - João de Almeida (2e fois)
23. 1583 - Aires Gonçalves de Miranda (pt)
24. 1585 - Francisco Pais
25. 1586 - Domingos Monteiro (pt) (2e fois)
26. 1587 - Jerónimo Pereira
27. 1589 - ....
28. 1590 - Henrique da Costa
29. 1591 - Roque de Melo Pereira
30. 1592 - Domingos Monteiro (3e fois)
31. 1593 - Gaspar Pinto da Rocha
32. 1594 - ....
33. 1595 - Manuel de Miranda
34. 1596 - Rui Mendes de Figuieredo
35. 1597 - ....
36. 1598 - Nuno de Mendonça (pt)
37. 1599 - Paulo de Portugal

##### XVIIesiècle
1. 1603 - Gonçalo Rodrigues de Sousa
2. 1604 - João Caiado de Gamboa
3. 1605 - Diogo de Vasconcelos de Meneses
4. 1607 - André Pessoa
5. 1609 - ....
6. 1611 - Pedro Martim Gaio
7. 1612 - Miguel de Sousa Pimentel
8. 1614 - João Serrão da Cunha
9. 1615 - Martim da Cunha
10. 1616 - Francisco Lopes Carrasco
11. 1617 - Lopo Sarmento de Carvalho (1re fois)
12. 1618 - António de Oliveira de Morais
13. 1619 - Jerónimo de Macedo de Carvalho
14. 1621 - Lopo Sarmento de Carvalho (2e fois)

#### Gouverneurs

##### XVIIesiècle
1. 7 juillet 1623 - D. Francisco Mascarenhas
2. 19 juillet 1626 - D. Filipe Lobo et D. Jerónimo da Silveira
3. 1er décembre 1631 - Manuel da Câmara da Noronha
4. août 1636 - Domingos da Câmara da Noronha
5. août 1638 - D. Sebastião Lobo da Silveira
6. août 1645 - Luís de Carvalho e Sousa
7. août 1647 - D. João Pereira
8. août 1650 - João de Sousa Pereira
9. août 1654 - Manuel Tavares Bocarro
10. 22 juillet 1664 - Manuel Borges da Silva
11. 31 août 1667 - D. Álvaro da Silva
12. 20 juillet 1670 - Manuel Borges da Silva
13. 20 juillet 1672 - António Barbosa Lobo
14. 10 décembre 1678 - António de Castro Sande
15. 10 décembre 1679 - Luís de Melo Sampaio
16. 10 décembre 1682 - Belchior do Amaral de Meneses
17. 5 juillet 1685 - António de Mesquita Pimentel
18. 31 juillet 1688 - André Coelho Vieira
19. 21 juillet 1691 - D. Francisco da Costa
20. 23 novembre 1693 - António da Silva e Mello
21. 21 juillet 1694 - Gil Vaz Lobo Freire
22. 17 août 1697 - Cosme Rodrigues de Carvalho e Sousa
23. 28 septembre 1697 - Leal Senado da Câmara (Sénat de la colonie)
24. 9 août 1698 - Pedro Vaz de Sequeira

##### XVIIIesiècle
1. 5 août 1700 - Diogo de Melo Sampaio
2. 22 juillet 1702 - Pedro Vaz de Sequeira, père de António de Sequeira de Noronha
3. 15 août 1703 - José da Gama Machado
4. 5 août 1706 - Diogo de Pinho Teixeira
5. 28 juillet 1710 - Francisco de Melo e Castro
6. 11 juin 1711 - António de Sequeira de Noronha, fils de Pedro Vaz de Sequeira
7. 18 juillet 1714 - D. Francisco de Alarcão de Sotomaior
8. 30 mai 1718 - António de Albuquerque Coelho/de Carvalho (c1685), seigneur do Couto de Outil
9. 9 septembre 1719 - António da Silva Telo de Meneses (c1660), fils illégitime du 2e comte de Aveiras
10. 19 août 1722 - D. Cristovão Severim Manoel de Vilhena du comte de Vila Flor by bastardy
11. 6 septembre 1724 - António Carneiro de Alcáçova du comte d'Idanha
12. 11 août 1727 - António Moniz Barreto
13. 18 août 1732 - António de Amaral e Meneses
14. 15 janvier 1735 - D. João do Casal
15. 4 août 1735 - Cosme Damião Pinto Pereira
16. 25 août 1738 - D. Diogo Pereira or Manuel Pereira Coutinho
17. 25 août 1743 - António de Mendonça Côrte-Real
18. 30 août 1747 - José Plácido de Matos Saraiva ou António José Teles de Menezes
19. 2 août 1749 - Diogo Fernandes Salema e Saldanha ou João Manuel de Melo
20. 29 juillet 1752 - D. Rodrigo de Castro (1713-1774)
21. 14 juillet 1755 - Francisco António Pereira Coutinho
22. 1er juillet 1758 - D. Diogo Pereira de Castro (1717-1772)
23. 4 juillet 1761 - António de Mendonça Côrte-Real (1717-1774) des ducs de Mendoza par bâtardise, père de Francisco Xavier de Mendonça Côrte-Real
24. 14 juillet 1764 - José Plácido de Matos Saraiva
25. 19 août 1767 - Diogo Fernandes Salema e Saldanha ou António Ricardo da Graça
26. 29 juillet 1770 - D. Rodrigo de Castro (1713-1774)
27. 26 juillet 1771 - Diogo Fernandes Salema e Saldanha ou António Ricardo da Graça
28. 27 janvier 1777 - Mgr Alexandre da Silva Pedrosa Guimarães
29. 1er août 1778 - José Vicente Ferreira da Silveira e Meneses
30. 5 janvier 1780 - António José da Costa
31. 28 août 1781 - D. Francisco Xavier de Castro (1751-1818)
32. 18 août 1783 - Bernardo Aleixo de Lemos e Faria (1754-1826)
33. 21 juillet 1788 - Francisco Xavier de Mendonça Côrte-Real (c1740-1789) des ducs de Mendoza par bâtardise, fils de António de Mendonça Côrte-Real
34. 18 juillet 1789 - Lázaro da Silva Ferreira et Manuel António da Costa Ferreira, commandant militaire
35. 29 juillet 1790 - D. Vasco Luís Carneiro de Sousa e Faro du comte de l'île de Principe
36. 27 juillet 1793 - José Manuel Pinto
37. 8 août 1797 - D. Cristovão Pereira de Castro (1733-1805), des ducs de Valhelhas e Almendra et comte de Monsanto par bâtardise

##### XIXesiècle
1. 8 août 1800 - José Manuel Pinto
2. 8 août 1803 - Caetano de Sousa Pereira
3. 8 août 1806 - Bernardo Aleixo de Lemos e Faria
4. 21 septembre 1808 - William O'Brien Drury
5. 26 décembre 1808 - Lucas José de Alvarenga
6. 19 juillet 1810 - Bernardo Aleixo de Lemos e Faria
7. 19 juillet 1814 - Lucas José de Alvarenga
8. 19 juillet 1817 - José Osório de Castro Cabral de Albuquerque des ducs de Esgueira et Vila Verde dos Francos
9. 19 août 1822 - Paulino da Silva Barbosa
10. 23 septembre 1823 - Conselho de Governo (Conseil du gouvernement)
11. 28 juillet 1825 - Joaquim Mourão Garcês Palha (père du 1er Vicomte de Bucelas et le 1er Baron de Combarjua)
12. 15 novembre 1827 - Conselho de Governo (Conseil du gouvernement)
13. 7 juillet 1830 - João Cabral de Estefique
14. 3 juillet 1833 - Bernardo José de Sousa Soares de Andrea des barons de Caçapava au Brésil
15. 22 février 1837 - Adrião Acácio da Silveira Pinto
16. 3 octobre 1843 - José Gregório Pegado
17. 21 avril 1846 - João Maria Ferreira do Amaral
18. 22 août 1849 - Conselho de Governo (Conseil du gouvernement)
19. 30 mai 1850 - Pedro Alexandrino da Cunha
20. 7 juillet 1850 - Conselho de Governo (Conseil du gouvernement)
21. 3 février 1851 - Francisco António Gonçalves Cardoso
22. 19 novembre 1851 - Isidoro Francisco Guimarães, 1er (et unique) Vicomte da Praia Grande de Macau
23. 22 juin 1863 - José Rodrigues Coelho do Amaral
24. 26 octobre 1866 - José Maria da Ponte e Horta
25. 3 août 1868 - António Sérgio de Sousa, 1er (et unique) Vicomte de Sérgio de Sousa
26. 23 mars 1872 - Januário Correia de Almeida, 1er Baron, 1er Vicomte et 1er Comte de São Januário
27. 7 décembre 1874 - José Maria Lobo de Ávila, frère de Joaquim José da Graça
28. 31 décembre 1876 - Carlos Eugénio Correia da Silva, 1er Vicomte et 1er Comte de Paço de Arcos, father of Henrique Monteiro Correia da Silva
29. 28 novembre 1879 - Joaquim José da Graça, frère de José Maria Lobo de Ávila
30. 23 avril 1883 - Tomás de Sousa Rosa, 1er Comte de Sousa Rosa
31. 7 août 1886 - Firmino José da Costa
32. 5 février 1889 - Francisco Teixeira da Silva
33. 16 octobre 1890 - Custódio Miguel de Borja
34. 24 mars 1894 - José Maria de Sousa Horta e Costa, des barons de Santa Comba Dão
35. 12 mai 1897 - Eduardo Augusto Rodrigues Galhardo

##### XXesiècle
1. 12 août 1900 - José Maria de Sousa Horta e Costa of the Barons de Santa Comba Dão
2. 17 décembre 1902 - Arnaldo de Novais Guedes Rebelo
3. 5 avril 1904 - Martinho Pinto de Queirós Montenegro of the Marquesses (formerly Viscounts et Barons) de Vila Real da Praia Grande au Brésil
4. 6 avril 1907 - Pedro de Azevedo Coutinho
5. 18 août 1908 - José Augusto Alves Roçadas
6. 22 septembre 1909 - Eduardo Augusto Marques
7. 17 décembre 1910 - Álvaro de Melo Machado
8. 14 juillet 1912 - Aníbal Augusto Sanches de Miranda
9. 10 juin 1914 - José Carlos da Maia
10. 5 septembre 1916 - Manuel Ferreira da Rocha et Fernando Augusto Vieira de Matos
11. 12 octobre 1918 - Artur Tamagnini de Sousa Barbosa
12. 23 août 1919 - Henrique Monteiro Correia da Silva des comtes (anciens vicomtes) de Paço de Arcos, fils de Carlos Eugénio Correia da Silva, 1er Vicomte et 1er Count de Paço de Arcos
13. 20 mai 1922 - Luís António de Magalhães Correia
14. 5 janvier 1923 - Rodrigo José Rodrigues
15. 16 juillet - Joaquim Augusto Tomé dos Santos
16. 18 octobre 1925 - Manuel Firmino de Almeida Maia Magalhães
17. 1er août 1926 - Hugo de Carvalho de Lacerda Castelo-Branco of the Barons de Beduído (acting)
18. 8 décembre 1926 - Artur Tamagnini de Sousa Barbosa
19. 1930 - João Pereira de Magalhães (1re fois)
20. 30 mars 1931 - Joaquim Anselmo da Mata e Oliveira
21. 1931 - João Pereira de Magalhães (2e fois)
22. 21 juin 1932 - António José Bernardes de Miranda
23. 1935 - João Pereira Barbosa
24. 1936 - António Joaquim Godinho Ferreira da Silva Júnior
25. 11 avril 1937 - Artur Tamagnini de Sousa Barbosa
26. 10 juillet 1940 - José Rodrigues Moutinho
27. 29 octobre 1940 - Gabriel Maurício Teixeira
28. 1er septembre 1947 - Albano Rodrigues de Oliveira
29. 23 novembre 1951 - Joaquim Marques Esparteiro
30. 8 mars 1957 - Pedro Correia de Barros
31. 1958 - Manuel Peixoto Nunes
32. 18 septembre 1959 - Jaime Silvério Marques
33. 17 avril 1962 - António Adriano de Faria Lopes dos Santos
34. 25 novembre 1966 - José Manuel de Sousa e Faro Nobre de Carvalho
35. 19 novembre 1974 - José Eduardo Martinho Garcia Leandro
36. 28 novembre 1979 - Nuno Viriato Tavares de Melo Egídio
37. 26 février 1981 - José Carlos Moreira Campos
38. 16 juin 1981 - Vasco Fernando Leotte de Almeida e Costa
39. 15 mai 1986 - Joaquim Pinto Machado
40. 9 juillet 1987 - Carlos Montez Melancia
41. 28 septembre 1990 - Francisco Murteira Nabo
42. 23 avril 1991 - Vasco Joaquim Rocha Vieira

- Voir : Chef de l'exécutif de Macao

### Équipe

#### Aide-de-Camp
- Col. Tiago Vasconcelos ?-1999

## Nominations des gouverneurs
Le gouverneur était nommé à ce poste par le roi du Portugal, puis plus tard, par les dirigeants militaires et civils du gouvernement, après la Révolution. Beaucoup de gouverneurs de Macao étaient des officiers militaires.